# Slag om Reading (871)
De Slag bij Reading vond op 4 of 5 januari 871 nabij Reading in het graafschap Berkshire in Engeland plaats. Het was een slag in een reeks veldslagen na de Deense inval van het Groot heidens leger onder leiding van Bagsecg en Halfdan Ragnarsson in het koninkrijk.

## Voorgeschiedenis
De Denen waren in het begin van het jaar Wessex binnengevallen, om het laatste grote Angelsaksische koninkrijk (Northumbria, Mercia en East Anglia waren reeds door de Denen veroverd) in te nemen.

## De slag
Nadat reeds de Slag bij Englefield had plaatsgevonden, vielen de koning van Wessex, Ethelred I en zijn broer Alfred het versterkte kamp van de in Wessex binnengevallen Denen aan, maar verloren − hoewel vele Denen werden gedood – de slag en moesten zich met grote verliezen terugtrekken.
De Angelsaksische kroniek vermeldt het volgende over de slag:
|                                          |  | Ða ymb .iiii. niht æþered cyning Ælfred his broþer þær mycle fyrd to Readingum gelæddon wið þone here gefuhton, þær wæs mycel wæl geslægen on gehwæðre hand, Eaðelwulf ealdorman wearð ofslægen, þa Dæniscan ahton wealstowe geweald. Ongeveer vier nachten hierna hebben koning Aethelred en Alfred zijn broer hun grote leger (fyrd) naar Reading geleid waar ze tegen het vijandige leger (here) hebben gevochten, daar werd veel geweld gepleegd aan beide kanten, ealdorman Æthelwulf werd gedood, de Denen behielden het veld. |
| — Angelsaksische kroniek D, ad anno 871. |  | |

Vier nachten later (aldus de Angelsaksische kroniek) versloegen de West-Saksen het Deense leger in de Slag bij Ashdown, waar ze ook Bagsecg, een van de Deense Vikingleiders, doodden.

## Primaire bronnen
- Anoniem, Angelsaksische kroniek ad anno 871.
- Asser, Vita Ælfredi 35-37.
- Simeon van Durham, Historia regum Anglorum et Dacorum ad anno 871 (J.H. Hinde (ed.), 1868,pp. 50-53).

## Referentie
- Dit artikel of een eerdere versie ervan is een (gedeeltelijke) vertaling van het artikel Schlacht_von_Reading op de Duitstalige Wikipedia, dat onder de licentie Creative Commons Naamsvermelding/Gelijk delen valt. Zie de bewerkingsgeschiedenis aldaar.